# Zygocystis portunidarum
Zygocystis portunidarum is een soort in de taxonomische indeling van de Myzozoa, een stam van microscopische parasitaire dieren. Het organisme komt uit het geslacht Zygocystis en behoort tot de familie Monocystidae. Zygocystis portunidarum werd in 1931 ontdekt door Hatt.